# Villavendimio
Villavendimio é um município da Espanha na província de Zamora, comunidade autónoma de Castela e Leão, de área 15,51 km² com população de 202 habitantes (2004) e densidade populacional de 13,02 hab/km².

## Demografia
| Variação demográfica do município entre 1991 e 2004 | Variação demográfica do município entre 1991 e 2004 | Variação demográfica do município entre 1991 e 2004 | Variação demográfica do município entre 1991 e 2004 |
| --------------------------------------------------- | --------------------------------------------------- | --------------------------------------------------- | --------------------------------------------------- |
| 1991                                                | 1996                                                | 2001                                                | 2004                                                |
| 250                                                 | 226                                                 | 207                                                 | 202                                                 |